# Bărdo, Sofia
Bărdo (în bulgară Бърдо) este un sat în comuna Ihtiman, regiunea Sofia,  Bulgaria. 

## Demografie
Componența etnică a satului Bărdo
     Bulgari (93,75%)
     Nicio identificare (6,25%)
     Altele (0%)
La recensământul din 2011, populația satului Bărdo era de 16 locuitori. Din punct de vedere etnic, majoritatea locuitorilor (93,75%) erau bulgari. Pentru 6,25% din locuitori nu este cunoscută apartenența etnică.